# Navarretia paradoxiclara
Navarretia paradoxiclara är en blågullsväxtart som beskrevs av L.A.Johnson och D.Gowen. Navarretia paradoxiclara ingår i släktet navarretior, och familjen blågullsväxter. Inga underarter finns listade i Catalogue of Life.